# La Nación (Costa Rica)
La Nación è un quotidiano costaricano. È pubblicato a San José, in Costa Rica. Il giornale è un quotidiano generico e circola tutti i giorni tutto l'anno, tranne che nelle tre festività costaricane, il venerdì santo e il sabato successivo e il giorno dopo il capodanno.

## Storia
La Nación è stato fondato il 12 ottobre 1946 da Sergio Carballo Romero come direttore, Ricardo Castro Beeche come manager e Jorge Salas a capo dell'amministrazione. I primi giornalisti furono Adrián Vega Aguiar, Salvador Lara, Eduardo Chavarría, Federico González Campos, Claudio Ortiz Oreamuno e Joaquín Vargas Gené. Il giornale è nato durante il periodo di confusione e le agitazioni politiche causate da persistenti brogli elettorali, scandali di corruzione, repressione governativa e violenza di strada contro l'opposizione, con la partecipazione del movimento comunista costaricano, che all'epoca era un alleato dell'amministrazione Picado. Meno di due anni dopo la fondazione di La Nación, questi eventi portarono alla guerra civile costaricana del 1948.

## La Nación oggi
Dal 2008 il giornale è di proprietà del Grupo Nación, che possiede anche diversi altri quotidiani come Al Dia, El Financiero e La Teja e anche le riviste Perfil, Sabores, SoHo e Su Casa. Il Grupo Nación possiede anche altre società collegate, come Servigráficos, Impresión Comercial e PAYCA. Il gruppo possiede anche diverse stazioni radio del Grupo Latinoamericano de Radiodifusión, in alleanza con lo spagnolo Grupo Prisa, che gestiscono tre stazioni radio: La Nueva 90.7, Los 40 Principales e Bésame.